# Phoronida
Los foronídeos (Phoronida) son un pequeño filo de lofoforados vermiformes tubícolas. Se conocen dos géneros y unas 20 especies.

## Características generales

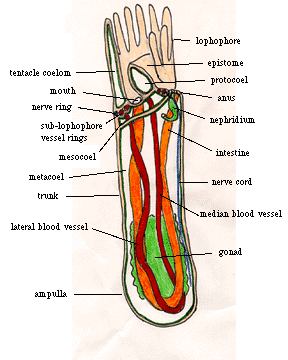
Anatomía de un foronídeo

Poseen el cuerpo dividido en tres regiones, dependientes de las cavidades celómicas (son, por tanto, trimetaméricos):
- Prosoma: tiene forma de alerón y se corresponde con el epistoma.
- Mesosoma: porta el lofóforo.
- Metasoma: se corresponde con el tronco con un par de metanefridios.

### Aparato digestivo y alimentación
Los tentáculos del lofóforo son extensiones del mesosoma, huecas y ciiadas, cada una de las cuales contiene un vaso sanguíneo ciego y una prolongación celomática. Con los tentáculos, los foronídeos captan partículas en suspensión, siendo suspensívoros mucociliares; los cilios del lofóforo generan una corriente de agua entre las hileras de los tentáculos, y las partículas alimentarias quedan atrapadas en el surco alimentario, y son transportadas mediante cilios a la boca.
El tubo digestivo tiene forma de "U", por lo que el ano y la boca están próximos. La boca está cubierta por una solapa formada por el epistoma y da paso a una cavidad postbucal, tras la que siguen un esófago y un estrecho preestómago. El estómago se ensancha, y se continúa en un largo intestino que gira hacia el lofóforo conformando la "U", y que conduce hasta un corto recto y un ano.

### Circulación y excreción
El sistema circulatorio es cerrado. Presentan dos tubos longitudinales, en cuyos extremos (lofoforal y estomacal) realizan el intercambio gaseoso.
En el tronco existen un par de metanefridios, cada uno de los cuales presentan dos nefrosomas que se abren en el metacele. En cada nefridio, los nefrostomas, uno mayor que otro, desembocan en un nefridioducto curvado que conduce a un nefridioporo junto al ano.

### Sistema nervioso
Carecen de ganglio cerebroide, y el sistema nervioso es difuso. La mayor parte está asociada a la pared del cuerpo, y comprende un anillo simple intraepidérmico en la base del lofóforo. Este anillo envía nervios a los tentáculos y también fibras motoras a los músculos longitudinales. Además, un haz de neuronas sensoriales se extiende desde el anillo a cada uno de los órganos lofoforales.

## Reproducción y desarrollo
Son dioicos o hermafroditas, según especies, y las gónadas son peritoneales y transitorias. El ciclo de vida es indirecto, y presenta larva actinotroca, que presenta tubo digestivo lineal. La segmentación del huevo es radial y, como el resto de protostomados, el blastoporo da lugar a la boca.

## Hábitat
Los foronídeos son marinos y bentónicos; viven dentro de tubos quitinosos cementados en substratos duros o excavados en sedimentos blandos, a menudo en grupo. Colonizan desde la zona intermareal hasta unos 400 m de profundidad.